# PARSEC (associação)
PARSEC é uma associação francesa sem fins lucrativos fundada em 1986 por Jean-Louis Heudier, astrônomo do Observatoire de la Côte d'Azur.
Seus objetivos são a divulgação e popularização das atividades científicas, essencialmente voltada à astronomia e cosmologia, sendo boa parte de seus membros profissionais do observatório da Côte d'Azur ou engenheiros do complexo aeroespacial de Cannes.